# Кълвърт (окръг, Мериленд)
Окръг Кълвърт (на английски: Calvert County) е окръг в щата Мериленд, Съединени американски щати. Площта му е 894 km², а населението – 91 251 души (2016). Административен център е населеното място Принц Фредерик.